# Вердала, Гуго де Лубенс
Гу́го де Лубе́нc де Верда́ла (фр. Hugues de Loubens de Verdala) также Гу́го Луба́нc де Верда́ль (фр. Hugues Loubens de Verdalle); 13 апреля 1531, Лубанс-Лораге — 4 мая 1595, Валлетта) — 51/52-й Великий магистр ордена госпитальеров (1581—1595).

## Орфография и передача имени
Различия орфографии наблюдаются до настоящего времени настолько, что в одних и тех же источниках могут быть указаны два или более отличающихся вариантов, что оправдано возможностью указать устаревшие варианты орфографии.
- лат. Fratri Hugoni de Loubenx Verdalæ[1][2] (в эпитафии на надгробье)
- лат. F. (H)VGO DE LOVBENX VERDALA[3] (на монетах и медалях)
- итал. Ugone de Loubenx Verdala[1]
- фр. Hugues Laubenx de Verdale[4] на гравюре
- фр. Hugues de Loubenx de Verdalle[5]
- фр. Hugues de Loubenx Verdala[6].
- фр. Fra’ Hugues Loubenx de Verdala[7]

При передаче полного имени на русский язык возникает множество вариантов, если принимать во внимание то, что:
- имя может передаваться вариантами Юг / Юго / Уго / Гюго / Гуго (но ни в коем случае не танслитерацией Хугуес, и не Хуго)
- фамилия Loubens — вариантами Лубенс / Лубен / Лубанс / Лубан
- вторая фамилия — Вердала или Вердаль
- перестановки предлога de или его двойное употребление (Гуго де Лубенс де Вердала)

Выбрав устоявшуюся передачу имени Гуго, можно остановиться на двух наиболее приемлемых вариантах: Гуго де Лубенс Вердала, как на отчеканенных при жизни магистра монетах и медалях, а также в эпитафии; или Гуго Лубенс де Вердала, хотя наиболее точным может считаться и вариант Гуго де Лубенс де Вердала, несмотря на иную передачу Гуго де Лубенс де Вердаль. В пользу выбора передачи Вердала вместо Вердаль может свидетельствовать нынешнее название летней резиденции президента Мальты Вердала.

## Происхождение и герб

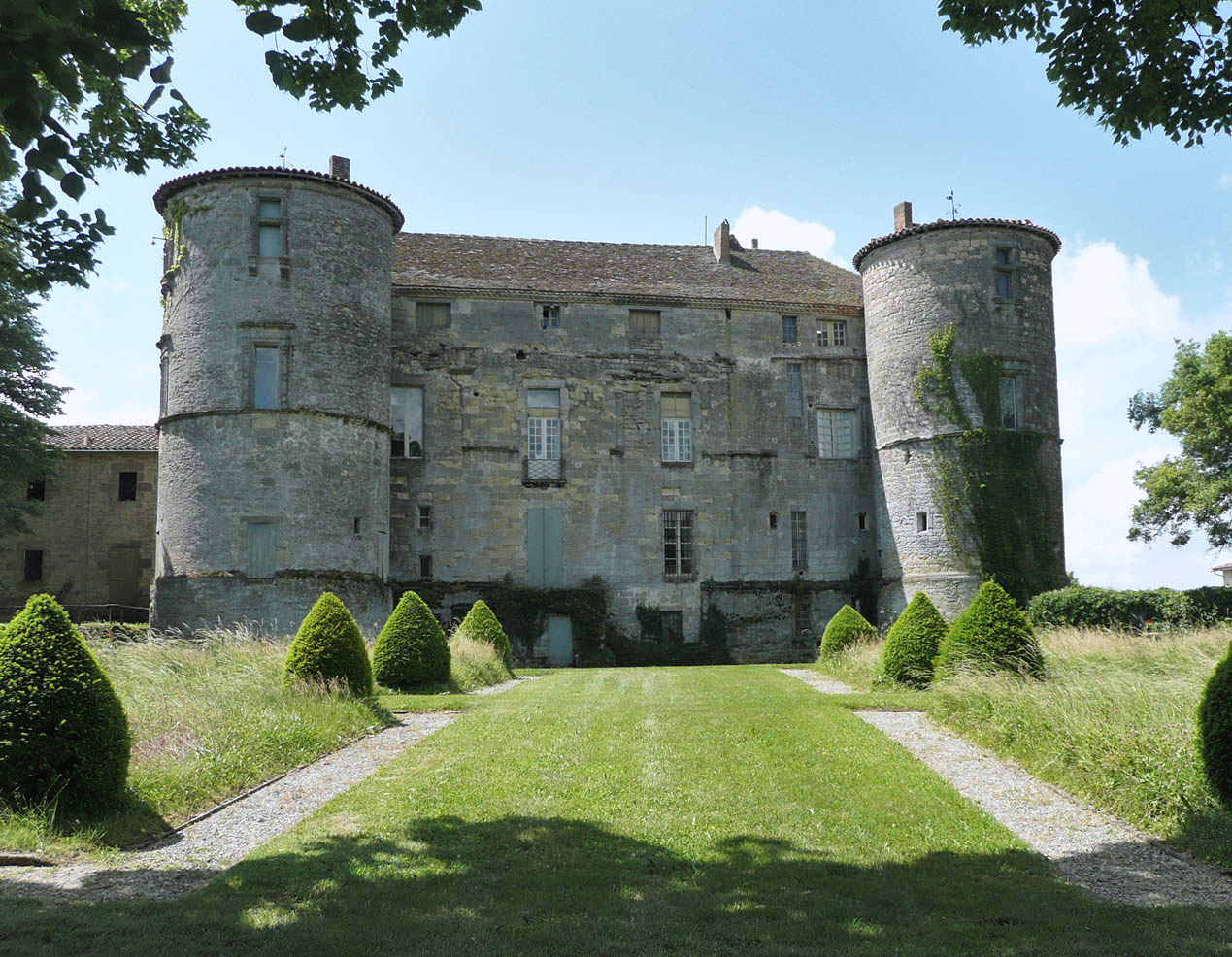
Северная сторона замка Лубенс в Лубанс-Лораге

Герб коммуны Лубанс-Лораге

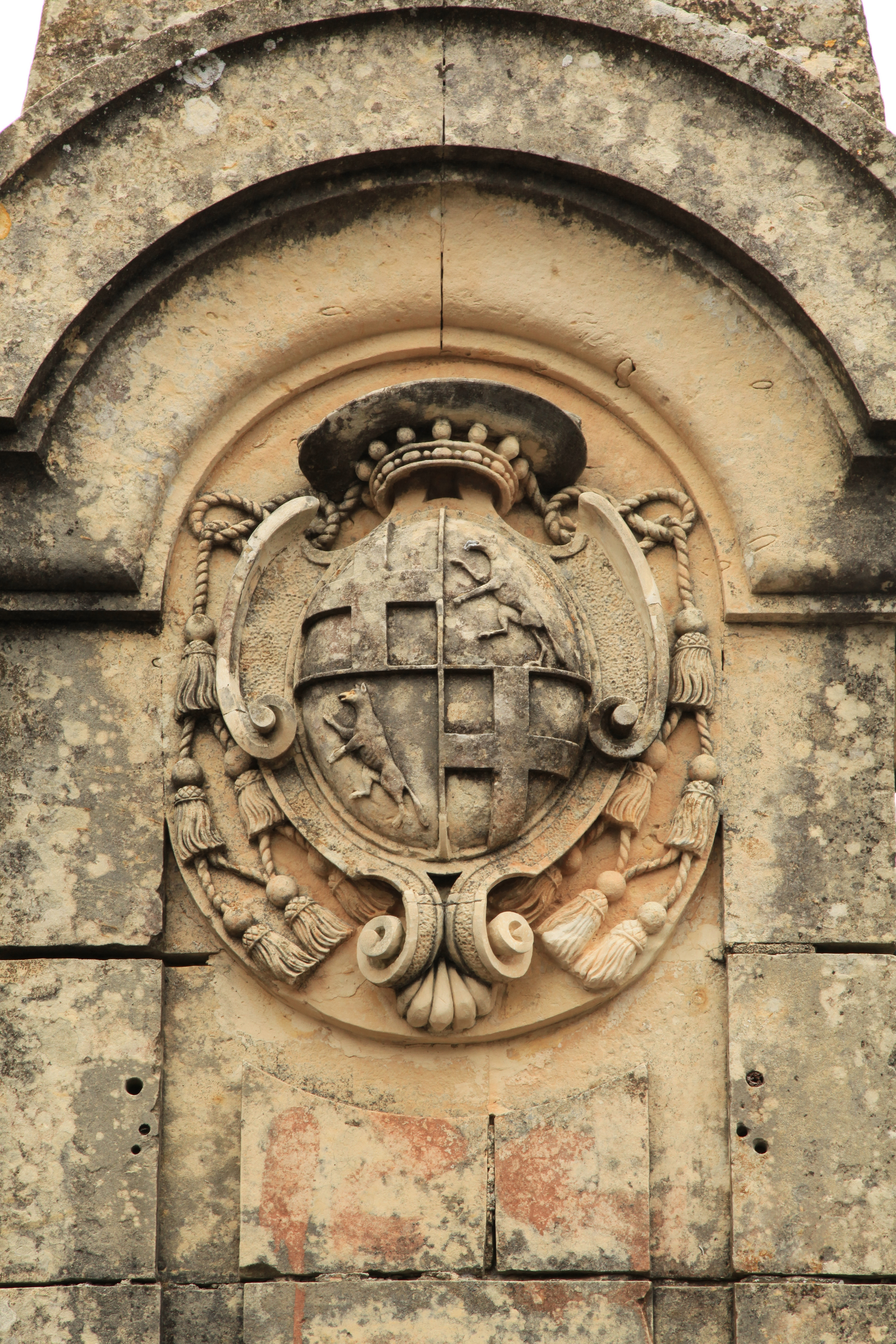
Герб 51/52-го великого магистра Мальтийского ордена Гуго де Лубенс Вердала

Гуго де Лубенс Вердала происходил из старинного благородного рода Лубенс/Лубанс (Loubens), из ранних представителей которого известно имя рыцаря Гильома де Лубенс (Guillaume de Loubens), отправившегося в Первый крестовый поход в 1096 году при графе Тулузском Раймонде IV. Гуго де Лубенс Вердала родился в замке Лубенс, расположенном в возникшей вокруг него деревне Лубенс в Верхней Гаронне. Рыскающий волк на гербе коммуны может соотноситься с фигурой вооружённого волка на родовом щите великого магистра. Можно предположить, что фамилия произошла от слова «волк» во множественном числе — «волки» (Волковы).

## Биография
После смертей Жана л’Эвека де ла Касьера и Матюрена Ромегаса папа Григорий XIII предложил три кандидатуры на высший пост в ордене госпитальеров, пытаясь восстановить равновесие мнений после скандального сосуществования избранного конвентом великого магистра и антимагистра, назначенного рыцарями испанской партии ордена. 12 января 1582 года 16 выборщиков (по два от каждого «языка» / ланга / лингвы, то есть национальных провинций ордена) избрали великим магистром Мальтийскиого ордена Гуго Лубенса де Вердала из «языка» Прованса (название одной из восьми национальных провинций в структуре ордена). 
Отсутствие единства среди рыцарей ордена способствовало упрочению власти папы римского на Мальте, запретившего иоаннитам занимать два высших церковных поста — епископскую кафедру (формально вице-король Сицилии мог назначить на этот пост иоаннита) и должность приора кафедрального собора св. Иоанна в Валлетте. Со своей строны де Вердала в своём стремлении к укреплению собственной власти окончательно упразднил самоуправление на острове. «Де Вердале, как и его предшественнику, не удалось восстановить спокойствие в конвенте, и он, отправившись в Рим, обратился за помощью к папе. Папа принял Великого магистра в присутствии 38 кардиналов и рукоположил его в кардинальский сан в расчете на то, что кардинальская шапка укрепит авторитет Великого магистра в глазах рыцарей конвента». Но папа ошибся и внутренние противоречия, непримиримость противоборствовавших партий ордена продолжались. При правлении магистра на Мальте было построено много красивых зданий и дворцов.
Великий магистр умер 4 мая 1595 года. Похоронен в Валлетте в соборе св. Иоанна. Эпитафия и описание отчеканенных во время его правления монет и медалей приведены в книге «Анналы Мальтийского ордена» (Annales de l’Ordre de Malte).